# 古籠火

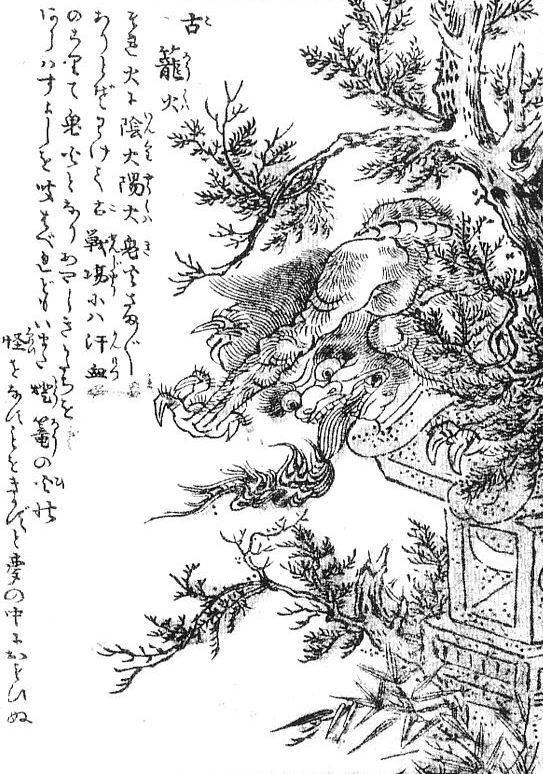
鳥山石燕『百器徒然袋』より「古籠火」

古籠火（ころうか）は、鳥山石燕の『百器徒然袋』にある日本の妖怪。
石灯籠の上に座り口から火を吐く姿で描かれている。灯籠の火の妖怪として石燕が描いたものであると考えられている。「古戦場には汗血（かんけつ）のこりて鬼火となり、あやしきかたちをあらはすよしを聞（きき）はべれどもいまだ灯籠の火の怪をなすことをきかずと」と石燕は記しており、特に典拠とした古文献はないようである。

## 古屋敷の古籠火（ころうび）
小説家・山田野理夫の著書には「古籠火」（ころうび）と題し以下のような話が山形県のものとして紹介されている。上之山藩の田村誠一郎という武士が江戸から国もとの勤めに変わり、新しく屋敷が立つまで古屋敷に住むことになった。その古屋敷で家族で夕食をとっていたところ、庭が急に明るくなった。誰かが火を入れたのかと田村が尋ねたが、誰も火を入れていなかった。老いた奉公人が言うには、あれは古籠火というもので、古びた灯籠がしばらく火を入れてもらえないと、ひとりでに火が灯るのだという。ただし、この話の出典である『東北怪談の旅』は、山田によって創作された本来存在しない妖怪伝承が多数収録されていることで有名である。
また、この話は、水木しげるの著作における古籠火（ころうび）の解説でも引用されている。